# Élections législatives luxembourgeoises de 1845
Les élections législatives de 1845 ont eu lieu au scrutin indirect le 2 mai 1845 afin de renouveler dix-sept des trente-quatre membres de l'Assemblée des États. 
Ces élections font suite à la première nomination des trente-quatre membres des États dont dispose l'ordonnance royale grand-ducale du 30 octobre 1841. Lors de la séance du 15 juin 1842, l'Assemblée des États adopte un ordre de renouvellement de ses membres par moitié tous les trois ans,.

## Composition de l'Assemblée des États
| Circonscriptions | Sièges | Députés                      |
| ---------------- | ------ | ---------------------------- |
| Clervaux         | 2      | Théodore Richard             |
| Clervaux         | 2      | Jean-Baptiste Pondrom        |
| Esch-sur-Alzette | 3      | Henri Motté                  |
| Esch-sur-Alzette | 3      | Victor de Tornaco            |
| Esch-sur-Alzette | 3      | François-Xavier Wurth-Paquet |
| Luxembourg       | 3      | Jean-Baptiste Gellé          |
| Luxembourg       | 3      | Ferdinand Pescatore          |
| Luxembourg       | 3      | Charles-Mathias Simons       |
| Mersch           | 3      | Théodore Pescatore           |
| Mersch           | 3      | Michel Clement (lb)          |
| Mersch           | 3      | Emmanuel Servais             |
| Redange          | 3      | Mathias Rausch               |
| Redange          | 3      | Nicolas Hippert              |
| Redange          | 3      | Charles-Gérard Eyschen       |
| Remich           | 3      | Pierre-Joseph Augustin       |
| Remich           | 3      | Jean-Mathias Wellenstein     |
| Remich           | 3      | Jean-Pierre Ledure           |